# تان باركر
تان باركر (بالإنجليزية: Tan Parker)‏ هو سياسي أمريكي، ولد في 22 مايو 1971 في بيتسبرغ في الولايات المتحدة. حزبياً، نشط في الحزب الجمهوري. وقد انتخب عضو مجلس نواب تكساس.

## وصلات خارجية
- الموقع الرسمي